# Ли Циши
Ли Циши (кит. упр. 李奇時, пиньинь Li Qishi, род. 16 августа 1993 года; гор.Чанчунь, провинция Гирин) — китайская конькобежка, участница зимних Олимпийских игр 2014 и 2022 года. В настоящее время является профессиональной конькобежкой в Центре управления зимними видами спорта Цзилиня.

## Биография
Ли Циши начала кататься на коньках в 2000 году, когда училась в начальной школе в Чанчуне. Занималась шорт-треком с 2001 по 2012 год. В 2011 году она выиграла на дистанции 1500 метров на 1-м этапе Национальной лиги по шорт-треку в Чанчуне. В сезоне 2012/13 выиграла многоборье на Национальном чемпионате по шорт-треку. После 10 лет тренировок в шорт-треке решила перейти в 2013 году в конькобежный спорт на длинную дорожку и сразу же попала в национальную сборную.
В начале 2014 года она выиграла «бронзу» в беге на 1500 м на чемпионате Азии на одиночных дистанциях. Следом участвовала на зимних Олимпийских играх в Сочи и заняла 26-е место на дистанции 1500 м, а в марте на чемпионате мира в классическом многоборье в Херенвене стала 16-й.
В сезоне 2014/15 года в кубке мира она заняла 3-е место на дистанции 1000 м в общем зачёте. На чемпионате Азии вновь стала призёром, выиграв гонку на 1500 м, заняв 2-е место в беге на 1000 м и 3-е на 500 м. На чемпионате мира на отдельных дистанциях в Херенвене заняла 5-е место на дистанции 1000 м, позже на чемпионате мира в спринтерском многоборье в Астане поднялась на 6-е место в общем зачёте.
14 ноября 2015 года на Кубке мира в Калгари Ли Циши в составе команды заняла 2-е место в командном спринте, а 22 ноября в Солт-Лейк-Сити выиграла с командой 1-е место. В феврале 2016 года стала 13-й в многоборье на чемпионате мира в Сеуле, после чего в марте с командой выиграла финал Кубка мира в командном спринте. Ли Циши 2 года не могла набрать определённой формы и не участвовала в крупных соревнованиях.
Только в марте 2018 года она вновь участвовала у себя дома на чемпионате мира в Чанчуне и заняла 13-е место. Через год в Херенвене на чемпионате мира в спринтерском многоборье заняла 16-е место. На чемпионате Китая она выиграла «золото» на дистанции 1000 м, пробежав за 1:17,55 сек.
В феврале 2020 года на чемпионате мира спринтерском многоборье в Хамаре остановилась на 14-м месте в многоборье. В ноябре на кубке мира в норвежском Ставангере она помогла команде выиграть 3-е место в командном спринте, и повторила результат в декабре в Калгари. В январе 2022 года Ли Циши попала в состав олимпийской сборной для участия в олимпиаде.
15 февраля в Национальном зале конькобежного спорта «Ледяная лента на зимних Олимпийских играх в Пекине Ли заняла 5-е место в командном спринте, на следующий день заняла 27-е место в забеге на 1500 м, 17 числа бежала дистанцию 1000 м и заняла 14-е место. 19 февраля она участвовала в масс-старте и смогла подняться на 10-е место.
После участия в зимних Олимпийских играх 2022 года в Пекине она работала волонтёром и вызвалась помочь доставить наборы для тестирования на COVID-19 жителям своего родного города Чанчунь.

## Личная жизнь
Ли Циши училась в Цзилиньском институте физического воспитания в Чанчуне на факультете физического воспитания. Позже получила степень магистра в Северо-Восточном педагогическом университете в Чанчуне.

## Награды
- 29 октября 2014 года — названа элитной спортсменкой международного класса Главным управлением спорта Китая.